# 多罗贝勒
多罗贝勒（转写：doroi beile），簡稱貝勒，为清朝宗室及外藩爵位，在多羅郡王之下，固山貝子之上。
贝勒一词原为明代女真贵族称号，即金朝“勃極烈”的异译，汉译为“王”。努爾哈赤建立後金，贝勒成为其宗室封爵名，在天命年间置四大貝勒共议国政。崇德元年（1636年），皇太极称帝后，定王公以下九等爵以封宗室，其中设多罗贝勒封号，为第三等爵，位次多罗郡王而高于固山贝子。

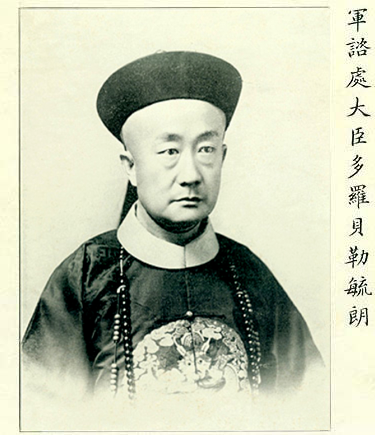
清末軍機大臣敏達貝勒毓朗

清朝皇族里無論是皇帝的兒子還是其他宗室的兒子，都有可能被晉封貝勒。不過，任何爵位還是得經過皇帝的冊封，才能得到，也就是說，只有被冊封為“多羅貝勒”這個爵位的人，才能稱為“貝勒”，不是天生就能獲得，而且不侷限於皇子或是宗室。

## 俸祿
- 宗室貝勒：每年俸銀2500兩銀子，並且同時給予俸米2500斛。
- 外藩貝勒：每年俸銀800兩銀子，並且同時給予俸缎十三匹。

## 曾封多罗贝勒的皇族

### 宗室
- 太祖努尔哈赤
  - 褚英，太祖第一子。以軍功賜號洪巴圖魯。尋封廣略貝勒。乙卯年，以罪賜死。
    - 杜度，褚英第一子。初封貝勒。崇德元年，以功封安平貝勒。七年，卒。
      - 杜爾祜，杜度第一子。順治八年，晉貝勒。十二年，卒。
      - 杜努文，杜度第六子。
        - 蘇努，杜努文子。康熙六十一年，晉貝勒。雍正二年，以罪革爵，黜宗室。

      - 薩弼，杜度第七子。
        - 巴鼐，薩弼第一子。
          - 阿布蘭，巴鼐第三子。雍正元年，封貝勒。二年，緣事革爵，仍授輔國公。

    - 尼堪，褚英第三子，順治元年，晉貝勒。五年，晉敬謹郡王。
      - 蘭布，尼堪第一子。顺治十八年，襲貝勒。康熙六年，襲敬謹郡王。

  - 代善，太祖第二子。天命元年四月，封貝勒（四大贝勒）。崇德元年四月，晉和碩兄禮親王。
    - 岳託，代善第一子，天命十一年，以功封貝勒。崇德元年，晉成親王。尋緣事降貝勒。二年，又降貝子。三年，以功復封貝勒。四年，薨。追封克勤郡王。
      - 羅洛渾，岳託第一子。崇德四年九月，封貝勒。七年三月，緣事革爵。八年五月，復封貝勒。順治元年十月，以功晉衍禧郡王。
        - 諾尼，羅洛渾第三子。順治十三年，封貝勒。康熙四年，因罪革爵。三十九年，復封貝勒。四十四年，卒。

      - 喀爾楚渾，岳託第二子。順治六年十月，以功晉貝勒。八年卒。
        - 克齊，喀爾楚渾子。順治九年，襲貝勒。康熙六十一年，薨。

      - 巴爾楚渾，岳託第四子。順治六年，封貝勒。十二年，卒。
      - 巴思哈，岳託第五子。順治六年，晉貝勒。十一年，緣事革爵。
      - 祜里布，岳託第六子。順治六年，封貝勒，九年，卒。

    - 薩哈璘，代善第三子。天命十一年，以功封貝勒。崇德元年，晉郡王。
      - 勒克德渾，薩哈璘第二子。順治元年，以兄罪黜宗室。尋復入宗室，封貝勒。五年，以功晉順承郡王。
      - 杜蘭，薩哈璘第三子。順治六年，封貝勒。康熙七年，降鎮國公。

    - 滿達海，代善第七子。
      - 常阿岱，滿達海第一子，順治十六年，以父罪降貝勒。康熙四年，卒。

    - 祜塞，代善第八子。
      - 精濟
      - 杰书
        - 椿泰
          - 崇安
            - 永恩，崇安第二子。雍正十二年，封貝勒。乾隆十八年，襲康親王。

  - 莽古爾泰，太祖第五子。天命元年，封貝勒（四大贝勒）。天聰六年，卒。
  - 阿巴泰，太祖第七子。 天命十一年，封貝勒。崇德元年，封饒餘貝勒。順治元年四月，晉饒餘郡王。
    - 博洛，阿巴泰第三子。順治元年，以功晉貝勒。四年，晉端重郡王。
      - 齊克新，博洛第八子。順治十六年，以父罪降貝勒。十八年，卒。

    - 岳樂，阿巴泰第四子。順治六年，以功晉貝勒。八年，襲安郡王。

  - 太宗皇太极，太祖第八子。天命元年，封貝勒（四大贝勒）。天命十一年，即位。
    - 豪格，太宗第一子。初封貝勒。天聰六年，晉和碩貝勒。崇德元年，以功晉肅親王。尋緣事降貝勒。二年，復封肅親王。
      - 猛峨，豪格第五子。
        - 延綬，猛峨第二子，康熙三十七年，降貝勒。五十四年卒。
        - 延信，猛峨第三子，雍正元年，封貝勒。寻晉郡王。

    - 碩塞，太宗第五子。
      - 博翁果诺，碩塞第二子。
        - 福苍，博翁果诺第五子。乾隆五年卒，以貝勒品级殡葬，十五年，追封貝勒。
          - 球琳，福苍第一子。雍正元年，封貝勒。六年，晉惠郡王。乾隆十一年，降貝勒。二十二年，革退。

    - 世祖福临，太宗第九子。
      - 福全，世祖第二子。
        - 保綬，福全第五子。
          - 廣祿，保綬第三子。
            - 亮煥，廣祿第十二子。
              - 恒存，亮煥第二子。嘉庆十三年追封貝勒。
                - 文和，恒存子。嘉庆十三年襲貝勒，二十年卒。

      - 圣祖玄烨，世祖第三子。
        - 胤禔，聖祖第一子。雍正十二年卒，照貝子例殯葬。
        - 胤礽，聖祖第二子。
          - 弘㬙，胤礽第十子。
            - 永曖，弘㬙第一子。乾隆四十五年襲貝勒，五十三年卒。

        - 胤祉，聖祖第三子，康熙三十八年緣事降貝勒，四十八年晉誠親王
        - 世宗胤禛，圣祖第四子。康熙三十七年，封貝勒。四十八年，晉雍親王。
          - 高宗弘历，世宗第四子。
            - 永璜，高宗第一子。
              - 綿恩，永璜第二子。
                - 奕紹，綿恩第二子。嘉慶二十四年晉貝勒，道光二年襲定親王。
                  - 載銓
                    - 溥煦
                      - 毓朗，溥煦第二子。光緒三十三年襲貝勒。

            - 永璋，高宗第三子。
              - 綿懿，永璜子，永璋嗣子。乾隆五十二年襲貝勒，嘉慶九年緣事降二等鎮國將軍，十四年卒，追封貝勒。

            - 永珹，高宗第四子。
              - 綿惠，永珹第一子。乾隆四十二年襲貝勒，嘉慶元年薨，六年追封履郡王。
                - 奕綸，綿懃子，綿惠嗣子。嘉慶十四年晉貝勒，道光十五年緣事降貝子，十六年卒，追封貝勒。

            - 永琪，高宗第五子。
              - 綿億，永琪第五子。乾隆四十九年封貝勒，嘉慶四年晉榮郡王。
                - 奕繪，綿億第一子。嘉慶二十年襲貝勒，道光十八年卒。

            - 永瑢，高宗第六子，嗣胤禧後。乾隆二十四年襲貝勒，三十七年晉質郡王。
              - 綿慶
                - 奕綺，綿慶子。嘉慶十四年襲貝勒，道光十九年緣事革爵，二十二年卒，追復貝勒。

            - 永璇
              - 綿志，永璇第一子。嘉慶十四年晉貝勒，十八年加郡王銜，二十年緣事革郡王銜，二十四年復還加銜，二十五年又革銜，道光三年復還加銜，十二年襲儀郡王。
                - 奕絪，綿志第四子。道光十四年襲貝勒，光緒十年加郡王銜，十九年卒。
                  - 載桓，奕絪子。
                    - 溥頤，載桓子。
                      - 毓崐，溥頤子。光緒二十七年卒，贈貝勒銜。

            - 永瑆，高宗第十一子。
              - 綿懃，永瑆第一子。嘉慶七年晉貝勒，二十四年加郡王銜，二十五年薨，追封成郡王。
                - 奕綬，綿懃第一子。
                  - 載銳，奕綬第一子。嘉慶二十五年襲貝勒，道光三年襲成郡王。
                    - 溥莊，載銳第一子。咸豐九年襲貝勒，十年加郡王銜，同治十一年卒。

            - 永璂，高宗第十二子。乾隆四十一年卒，嘉慶四年追封貝勒。
              - 綿偲，永瑆第四子，永璂嗣子。道光十八年晉貝勒，二十八年卒。

            - 仁宗顒琰
              - 宣宗旻宁
                - 奕緯，宣宗第一子。嘉慶二十四年封貝勒，道光十一年薨。
                  - 載治，奕紀子，奕緯嗣子。咸豐四年襲貝勒，十年加郡王銜，光緒六年卒。
                    - 溥伦，載治第四子。光緒二十年加貝勒銜。

                - 奕誴，宣宗第五子。咸豐五年降貝勒，六年復封惇郡王。
                  - 載濂，奕誴第一子。光緒十五年襲貝勒加郡王銜，二十六年以罪革爵。
                  - 載漪，奕誴第二子，奕誌嗣子。咸豐十年襲貝勒，光緒十四年加郡王銜，二十年晉端郡王。
                  - 載瀛，奕誴第四子。光緒二十八年襲貝勒。

                - 奕訢，宣宗第六子。
                  - 載澂，奕訢第一子。同治元年晉貝勒，十二年加郡王銜，十三年革爵，尋復封貝勒加郡王銜，光緒十一年卒。
                    - 溥偉，載澂第一子。光緒二十二年封貝勒，二十四年襲恭親王。

                  - 載瀅，奕訢第二子，奕詥嗣子。同治七年襲貝勒，光緒十五年加郡王銜，二十六年以罪革爵，仍歸本支。

                - 奕譞，宣宗第七子。
                  - 載洵，奕譞第六子，奕誌嗣子。光緒二十八年襲貝勒，三十四年加郡王銜。
                  - 載濤，奕譞第七子，奕詒嗣子。光緒二十八年襲貝勒，三十四年加郡王銜。

                - 奕譓，宣宗第九子。
                  - 載沛，奕棟第六子，奕譓嗣子。光緒三年襲貝勒，四年卒。
                  - 載澍，奕瞻子，奕譓嗣子。光緒四年襲貝勒，二十三年緣事革爵。

              - 綿愷，仁宗第三子。
                - 奕纘，綿愷第一子。道光元年卒，追封貝勒。

              - 綿愉，仁宗第五子。
                - 奕詳，綿愉第五子。
                  - 載潤，奕詳第一子。光緒十二年襲貝勒。

                - 奕謨，綿愉第六子。光緒十五年加貝勒銜，三十一年卒。

            - 永璘，高宗第十七子。乾隆五十四年封貝勒，嘉慶四年晉慶郡王。
              - 綿悌，永璘第五子。
                - 奕劻，綿性第一子，綿悌嗣子。咸豐十年晉貝勒，同治十一年加郡王銜，光緒十年晉慶郡王。

          - 弘晝，世宗第五子。
            - 永璧，弘晝第二子。
              - 綿循
                - 奕亨，綿循第三子。嘉慶二十二年襲貝勒，道光十二年卒。
                  - 載容，奕亨第四子。同治十一年加貝勒銜，光緒七年卒。

          - 弘曕，世宗第六子，嗣胤禮後。乾隆二十八年緣事降貝勒，三十年復封果郡王。
            - 永瑹
              - 綿從，永瑹第一子。乾隆五十五年襲貝勒，五十六年卒。
              - 綿律，永璨第一子，永瑹嗣子。乾隆五十六年襲貝勒，嘉慶十一年緣事革退。

        - 胤祺，聖祖第五子。
          - 弘昇，胤祺第一子，乾隆十九年卒，照貝勒品級殯葬。

        - 胤祐，聖祖第七子。康熙三十九年封貝勒，四十八年晉淳郡王。
          - 弘暻
            - 永鋆，弘暻第八子。乾隆四十三年襲貝勒，嘉慶二十五年卒。

        - 胤禩，聖祖第八子。康熙三十七年封貝勒，六十一年晉廉親王。
        - 胤祥，聖祖第十三子。
          - 弘昌，胤祥第一子。雍正十三年晉貝勒，乾隆四年緣事革退。
          - 弘暾，胤祥第三子。雍正六年卒，照貝勒例殯葬。
            - 永喜，弘皎第一子，弘暾嗣子。雍正八年襲貝勒，九年卒。

          - 弘皎
            - 永福，弘皎第二子。乾隆二十九年襲貝勒，四十七年薨。
              - 綿譽，永福第四子。乾隆四十七年襲貝勒，道光二十三年卒。

          - 弘昑，胤祥第六子。雍正七年卒，照貝勒品級殯葬。

        - 胤禵，聖祖第十四子。乾隆十二年晉貝勒，十三年復封恂郡王。
          - 弘春，胤禎第一子。雍正九年晉貝勒，十一年晉郡王。
          - 弘明，胤禎第二子。雍正十三年封貝勒，乾隆三十二年薨。

        - 胤禑，聖祖第十五子。雍正四年封貝勒，八年晉愉郡王。
          - 弘慶
            - 永珔，弘慶第一子。乾隆三十五年襲貝勒，嘉慶二十五年卒。

        - 胤禕，聖祖第二十子。雍正八年晉貝勒，十二年緣事降輔國公，十三年復貝勒，乾隆二十年卒。
        - 胤禧，聖祖第二十一子。雍正八年晉貝勒，十三年晉慎郡王。
        - 胤祜，聖祖第二十二子。雍正十二年晉貝勒，乾隆八年卒。
        - 胤祁，聖祖第二十三子。雍正十三年晉貝勒，乾隆二十三年緣事降貝子，四十七年晉貝勒，四十九年加郡王銜，五十年卒。
          - 弘謙，胤祁第五子。嘉慶十四年加貝勒品級，二十年卒。

        - 胤祕，聖祖第二十四子。
          - 弘暢
            - 永珠，弘暢第一子。乾隆六十年襲貝勒，道光二十六年緣事革退。

      - 常颖，世祖第五子。
        - 滿都祜，常宁第二子，康熙五十一年襲貝勒，雍正四年，降貝子。
        - 海善，常宁第三子。康熙四十二年襲貝勒，五十一年緣事革退。雍正十年复封貝勒，乾隆八年卒。
          - 禄穆布，海善子。
            - 斐苏，禄穆布子。雍正九年襲貝勒，乾隆二十八年卒。

  - 德格類，太祖第十子。天命十一年九月，封貝勒。天聰九年，卒。以謀逆發覺奪貝勒，子孫降紅帶子。
  - 阿濟格，太祖第十二子。天命十一年，初授台吉，以功封貝勒。崇德元年，以功晉武英郡王。
  - 多爾袞，太祖第十四子。以功封貝勒。崇德元年，晉睿親王。
  - 多鐸，太祖第十五子。初封貝勒。崇德元年，封豫親王。四年五月，緣事降貝勒。七年，晉豫郡王。
    - 察尼，多鐸第四子。順治十二年，封貝勒。康熙十九年，削爵。
    - 多爾博，多鐸第五子，多爾袞嗣子。順治十四年，封貝勒。康熙十一年，薨。
    - 洞鄂，多鐸第七子。順治十八年，封貝勒。十六年，以無軍功革退。
- 穆爾哈齊，顯祖第二子。初封誠毅貝勒。天命五年，卒。
- 舒爾哈齊，顯祖第三子。初封貝勒，以軍功賜號達爾漢巴圖魯。辛亥年，薨。
  - 阿敏，舒爾哈齊第二子。天命元年，封和碩貝勒（四大贝勒）。天聰四年，以罪削爵。
  - 圖倫，舒爾哈齊第四子。甲寅年，卒。追封多羅貝勒。諡曰恪僖。
    - 屯齊，圖倫第二子。順治六年，晉貝勒。九年，緣事革爵。

  - 塞桑武，舒爾哈齊第五子。天命十年，卒。追封多羅貝勒。
  - 濟爾哈朗，舒爾哈齊第六子。初封貝勒。崇德元年，以軍功晉鄭親王。
  - 費揚武，舒爾哈齊第八子。順治十年，追封貝勒。
    - 尚善，費揚武第二子。順治六年，封貝勒。十六年，緣事降貝子。康熙十一年，復封貝勒。十七年，卒于軍。十九年，追革。
- 巴雅喇，顯祖第五子。順治十年，追封貝勒。
  - 拜音圖，巴雅喇第二子。順治六年，晉貝勒。九年，以罪削爵，黜宗室。嘉慶四年，復入宗室。

### 觉罗
- 塔察篇古，景祖第五子。順治十年，追封恪恭貝勒。[2]